# Aérodrome de Penja
Pour les articles homonymes, voir Penja (homonymie).
L’aérodrome de Penja est situé dans la région du Littoral du Cameroun. C'est une aérodrome privé qui sert de base aux avions de traitement agricoles alentour.